# オーディンスフィア レイヴスラシルを追え!
『オーディンスフィア レイヴスラシルを追え！』（オーディンスフィア レイヴスラシルをおえ！）は、押切蓮介による漫画作品。
ヴァニラウェアとアトラスより2016年1月16日に発売されたPlayStation 4、PlayStation 3、PlayStation Vita用ゲームソフト『オーディンスフィア レイヴスラシル』のプロモーションを目的とした漫画作品である。全5話で同作の公式サイトにて連載された。第1話と第2話はB6版の無料の小冊子に掲載され、ゲームショップにて配布された。
プロモーション漫画だが、押切の過去作『ピコピコ少年』のような漫画で良いと言う依頼だった為、作者の取材模様を描く内容が大半であり、ゲームの魅力には殆ど触れていない。
タイトルは表記ゆれがあり、「追え」のあとの「！」の数が1つだったり、2つだったり、無かったりと統一されていない。

## あらすじ
2015年の夏、日本の漫画家の押切蓮介は係争中の事情により「被疑者」となっていた。そんな中、友人からゲームのプロモーション漫画を描いてほしいという依頼が来る。
押切は『オーディンスフィア レイヴスラシル』のPVを見て、幻想的な世界観を目の当たりにするも、自分の陰鬱な作風と合わないため、断ろうかと思っていた。しかし、焼肉を御馳走になり、受けることになる。
アトラスにてテストプレイを行い、ヴァニラウェアでは開発者と出会い、漫画を描いて行く。

## 登場人物

### 現実世界の人物
押切蓮介
本作の主人公・筆者。自著『ハイスコアガール』が告訴されたため、鬱屈とした生活を送っている。『ピコピコ少年』などのゲームを題材にした漫画を描いている中年の漫画家。
社長
ryu's Office（リュウズオフィス）の社長。押切にこの漫画を依頼した会社の社長。
山中
『レイヴスラシルを追え！』の漫画の編集者。
宇田
アトラスの広報。押切に開発中の『オーディンスフィア レイヴスラシル』をプレイさせる。
神谷盛治
ヴァニラウェアの社長にして、『オーディンスフィア』の原案・キャラクターデザイナー。本作ではオーディンスフィアのプーカ族の（ウサギのような）姿で登場。
大西
『オーディンスフィア レイヴスラシル』のディレクター。

### 『オーディンスフィア レイヴスラシル』の人物
本作では、原作に近いデザインであったり、押切がアレンジした横長の顔であったり、場面によって描かれ方が異なる。作中に台詞は存在しない。
グウェンドリン
父の愛を求めて姉の形見の槍を手に戦うラグナネイブルの姫。
オーダイン
グウェンドリンの父にして、魔王と畏れられるラグナネイブルの王。巨大な体で押切を驚かせる。
コルネリウス
呪いで動物の姿にされた王子。
メルセデス
蝶の羽を持つ妖精の国の女王。
オズワルド
呪われた剣を持つ魔剣士。
ベルベット
鎖を武器にして戦う亡国の姫。
ブリガン
オーダイン王の側近。髭面の武人。押切が気に入ったため、他の5人の主人公と一緒にイメージイラストに描かれる。